# Kanaalconflict
Een kanaalconflict is een onenigheid tussen partijen die zich bezighouden met de distributie van goederen. Met distributie wordt hier de verkoop van producten bedoeld via kanalen zoals het internet en winkels. Het belangenconflict ontstaat als een van de distribuerende partijen zijn producten op een voor de andere partij schadelijke manier afzet (bijvoorbeeld via het internet in plaats van via de detailhandel).

## Het ontstaan
Een kanaalconflict treedt op wanneer de distribuerende partij het idee heeft dat zij meer energie en werk in de relatie steekt dan de fabrikant omdat deze producent haar beconcurreert met op de eindafnemer gerichte activiteiten. Wanneer de fabrikant rechtstreeks aan de consument verkoopt dan concurreert hij met het originele distributiekanaal. Dit kanaalconflict kan zowel met andere bedrijven ontstaan als met de traditionele distributiekanalen binnen een bedrijf. Bijvoorbeeld verkoop op internet en de verkoop in warenhuizen.
Er kunnen ook kanaalconflicten optreden wanneer het bedrijf van meerdere distributiekanalen wisselt naar één distributiekanaal om zo één specifieke doelgroep te bereiken. Hierdoor kan verwarring bij de klant ontstaan omdat klanten bijvoorbeeld eerst hun producten in de winkel kochten, maar dit nu via het internet moeten doen. Door deze verwarring kunnen klanten overstappen op andere producenten.

## Internetkanaalconflict
Steeds meer bedrijven verkopen hun producten direct online. Ze werken dan niet meer via het originele distributiekanaal waar het product bijvoorbeeld via warenhuizen werd verkocht. In het artikel ‘Coping with internet channel conflict’ merken de schrijvers op dat bedrijven voor een tweesprong staan. Wanneer zij hun producten niet direct online verkopen dan zullen de klanten naar bedrijven gaan die dit wel doen. Maar wanneer het bedrijf de producten direct online verkoopt dan zullen de distributeurs en de detailhandel geen zaken meer willen doen aangezien zij nu een directe concurrent zijn.
Het Internet als distributiekanaal heeft een aantal serieuze voordelen zoals lage opstart kosten, de mogelijkheid gerichte individuele informatie te verspreiden en het is voor de klant makkelijker te shoppen. Daarom vormt het een serieuze bedreiging voor de huidige distributeurs en legt het een grote druk op hen.

## De mix tussen virtuele en fysieke distributiekanalen
Wanneer het internet als (extra) distributiekanaal gebruikt wordt dan ontstaat het risico dat deze directe verkoop de andere manier van verkoop schade berokkent. Er zijn een aantal opties om te zorgen dat beide distributiekanalen elkaar niet beconcurreren maar elkaar juist versterken. Het bedrijf ‘Office Depot’ wist bijvoorbeeld een goede mix te vinden tussen de verkoop in winkels en de verkoop online. Op hun website kunnen klanten een bestelling plaatsen en deze producten worden na een tijdje geleverd. Mocht je het product direct nodig hebben dan laten zij zien wat zij in voorraad hebben en welke dichtstbijzijnde winkel het gevraagde product kan leveren. Zo wist Office Depot zowel hun virtuele als fysieke distributiekanalen een positieve impuls te geven. Daarnaast kun je via de diverse distributiekanalen ook verschillende producten verkopen zodat je op dat gebied niet met elkaar gaat concurreren. Op deze manier kun je verschillende (nieuwe) doelgroepen bereiken zonder dat je de focus op huidige doelgroep afzwakt. Internet kan ook ondersteuning bieden aan de consument door bijvoorbeeld het opzetten van een helpdesk voor een in de winkel gekocht product.